# Лоріс Кампана
Лоріс Кампана (італ. Loris Campana, 3 серпня 1926 — 3 вересня 2015) — італійський велогонщик.
Олімпійський чемпіон 1952 року в командній гонці переслідування на 4000 м.